# Kontrola finansowa
Termin kontrola pochodzi od francuskiego słowa contrôle. 
W potocznym słowa znaczeniu może oznaczać:
- sprawdzanie, przegląd czegoś, porównywanie stanu faktycznego ze stanem wymaganym,
- nadzór nad kimś lub nad czymś, wgląd w coś,
- instytucję lub osobę, sprawującą nad czymś nadzór, sprawdzającą coś.

Kontrola jest procesem przynależnym do wszystkich dziedzin życia człowieka.
Kontrola jako pojęcie określa nam najczęściej funkcję organu, który kontroluje działania innych instytucji i organów, co jest związane z oceną działania tychże podmiotów.
Kontrola jest koniecznym atrybutem władzy państwowej. Rzeczywiste wykonywanie pełni władzy jest nie do pomyślenia bez kontroli. Kontrola polega na obserwowaniu, ustalaniu czy wykrywaniu stanu faktycznego, porównywaniu rzeczywistości z zamierzeniami, występowaniu przeciw zjawiskom niekorzystnym i sygnalizowaniu jednostkom kompetentnym o dokonanych spostrzeżeniach – bez decydowania jednak o zmianie kierunku działania jednostki skontrolowanej.
Kontrola rozumiana jest zazwyczaj jako badanie zgodności stanu istniejącego z postulowanym, ustalanie zasięgu i przyczyn rozbieżności oraz przekazywanie wyników tego ustalenia.
Administracja publiczna jest podmiotem kontrolowanym, ale bywa także podmiotem kontrolującym.
Jak wynika z powyższej definicji ustalenie stanu faktycznego jest ważną cechą postępowania kontrolnego, lecz nie mniej ważną niż jego rzetelne udokumentowanie oraz dokonanie oceny kontrolowanej działalności.

## Kontrola finansowa
Kontrola finansowa to szczególny rodzaj kontroli, której przedmiotem są zjawiska i procesy finansowe, dotyczące głównie finansów publicznych. W literaturze występuje także pojęcie kontroli zbieżne z pojęciem ogólnej kontroli gospodarczej. Kontrola finansowa jest elementem procesu zarządzania publiczną gospodarką finansową. Z reguły jest podejmowana przez państwo i zmierza do osiągnięcia zgodności między stanem rzeczywistym (wykonaniem) a stanem obowiązującym (wyznaczeniem). Celem kontroli jest zapewnienie zgodności między przebiegiem a wynikiem określonego działania.
Kontrola finansowa jest więc swoistą działalnością, na którą składają się następujące zasadnicze rodzaje czynności:
- ustalenie stanu faktycznego, tj. poszczególnych faz działania oraz jego wyników,
- porównanie stanu rzeczywistego z obowiązującymi w danym działaniu wzorcami, w celu wyjaśnienia mogących pojawić się niezgodności,
- wykrywanie przyczyn niezgodności zachodzących między rzeczywistym działaniem a wyznaczeniami i sygnalizowanie jednostkom kompetentnym o dokonanych spostrzeżeniach.

Działalność pokontrolna należy zazwyczaj do innych organów systemu zarządzania.
Pojęcie kontroli finansowej ma wiele cech wspólnych z innymi pojęciami zbliżonymi, np. z nadzorem, rewizją, inspekcją, weryfikacją, zwłaszcza – analizą.

## Nadzór
Nadzór obejmuje czynną ingerencję w działalność nadzorowaną, np. wydawanie zarządzeń na podstawie wyników kontroli. Nadzór jest pojęciem wyraźnie szerszym od pojęcia kontroli, obejmującym m.in. również czynności kontroli, która jednak stanowi tylko część składową, jeden z etapów wykonywania nadzoru, obejmującego zarówno kontrolę, jak i prawo wydawania zarządzeń i poleceń w celu usunięcia stwierdzonych braków. Obejmuje on poza czynnościami właściwymi dla procesu kontroli również typowe czynności pokontrolne. Nadzór łączy się z organizacyjnym lub funkcjonalnym podporządkowaniem oraz odpowiedzialnością za czynności poddawane nadzorowi.

## Rewizja
Rewizja łączy się z reguły z kontrolą w dziedzinie finansów, polegającą na bezpośredniej konfrontacji stanu faktycznego środków finansowych i innych składników majątkowych jednostki kontrolowanej z odpowiednią dokumentacją i na ocenie prawidłowości dysponowania tymi składnikami. Konfrontacja ta polega na ocenie prawidłowości dysponowania tymi składnikami, a stan faktyczny musi być w każdym przypadku poparty dokumentacją.

## Inspekcja
Inspekcja jest to kontrola wykonywana na miejscu, w jednostce kontrolowanej. Jest ona rodzajem kontroli faktycznej, polegającej na bezpośrednim, osobistym obserwowaniu czynności i zasobów, zjawisk i stanów rzeczywistych. Inspekcja to kontrola dokonywana przez bezpośrednią obserwację zachowania się badanej jednostki oraz na porównaniu tego zachowania z zachowaniem poprawnym kontrolowanej jednostki.

## Weryfikacja
Weryfikacja oznacza najczęściej kontrolę następną, będąc w istocie jej synonimem. Na przykład weryfikacja zysków przedsiębiorstwa – dokonywana w celu ustalenia i oddzielenia zysków prawidłowych i nieprawidłowych, w wyniku czego nastąpi odpowiedni ich podział – jest jednym z rodzajów kontroli finansowej o wyraźnie określonym przedmiocie.

## Analiza finansowa
Analiza finansowa to działalność, na którą składają się cztery zasadnicze rodzaje czynności:
- ustalanie stanu będącego podstawą oceny, jednak nie zawsze stanowiącego wyznaczenie obowiązujące;
- ustalanie stanu rzeczywistego (wykonań);
- porównywanie obydwu tych stanów w celu ustalenia ich zgodności lub niezgodności;
- wyjaśnianie przyczyn stwierdzonej zgodności lub niezgodności.

W analizie punktem wyjścia są rozmaite elementy uznawane za przydatne do oceny danego stanu faktycznego, np. stan analogiczny w okresie ubiegłym, stan przeciętny w wielu jednostkach, tendencja rozwojowa kilku okresów. Analiza służy głównie formułowaniu wniosków dotyczących poprawy analizowanej działalności, przede wszystkim zaś zwiększeniu jej efektywności.